# Zlatan Alomerović
Zlatan Alomerović (en serbe en écriture cyrillique : Златан Аломеровић), né le 15 juin 1991 à Prijepolje, est un footballeur serbe qui joue au poste de gardien de but au Jagiellonia Białystok dans le championnat de Pologne. Il possède également la nationalité allemande.

## Biographie

### Enfance et parcours en Allemagne
Né à Prijepolje en Yougoslavie, Zlatan Alomerović émigre avec sa famille en Allemagne en 1999, à l'âge de huit ans, afin de fuir les guerres des Balkans. Il vit alors dans la région de la Ruhr. Plus tard, avec l'aide de son club du Borussia Dortmund, il obtiendra la nationalité allemande.
Il y joue au football dans les clubs du TuS Heven (1999-2003), SV Bommern 05 (2003-2004), SV Herbede (2004-2005) et FSV Witten (2005-2006). 
En 2006, Zlatan Alomerović rejoint l'académie du Borussia Dortmund. Après avoir joué pour ses équipes de jeunes et la réserve, il intègre le groupe professionnel lors de la saison 2013-2014. Même s'il joue le plus souvent avec la réserve, il prend place sur le banc de l'équipe première lors de quelques matchs, comme en Ligue des champions contre Marseille ou lors de la finale de la Coupe d'Allemagne contre le Bayern Munich (perdue deux à zéro). Sa situation n'évoluera pas lors de la saison suivante.
En juin 2015, il quitte Dortmund pour s'engager avec le FC Kaiserslautern en deuxième division. Il y signe un contrat portant sur deux saisons. Gardien remplaçant, il ne joue qu'un match avec Kaiserslautern lors de la première saison, le 19 mars 2016 face au Fortuna Düsseldorf. Relégué à la troisième place dans la hiérarchie des gardiens du club, Alomerović est envoyé vers la réserve à l'été 2016 et placé sur la liste des joueurs transférables. Il résiliera finalement son contrat le 31 août.

### Un nouveau départ en Pologne
Le 8 juillet 2017, après près d'un an d'inactivité, il s'engage avec le club polonais du Korona Kielce en première division. À Kielce, il gagne une place de titulaire pour la première fois de sa carrière et joue 25 matchs lors de la première saison. Il est même nommé aux côtés de Tomasz Loska et Arkadiusz Malarz pour le prix de meilleur gardien de la division, finalement remporté par ce dernier.
Un an après son arrivée en Pologne, il est transféré vers le Lechia Gdańsk pour être la doublure de l'international slovaque Dusan Kuciak. Il y remporte son premier titre : une Coupe de Pologne en 2019.

## Palmarès
- Vainqueur de la Coupe de Pologne en 2019 avec le Lechia Gdańsk
- Finaliste de la Coupe de Pologne en 2020 avec le Lechia Gdańsk